# Palácio de Dario em Susã
O Palácio de Dario em Susã era um complexo de palácio em Susã, Irã, capital do Império Aquemênida. A construção foi realizada paralela à de Persépolis. O poder humano e as matérias-primas de várias partes do império contribuíram para sua construção. Foi destruído pelo fogo e parcialmente restaurado mais tarde. Hoje, pouco resta deste importante complexo.

## História
O complexo do palácio foi construído pelo rei aquemênida Dario I em Susã, sua capital favorita. As obras de construção continuaram sob o filho de Dario I, Xerxes I, e em menor escala, Artaxerxes I (465-424 a.C.) e Dario II (423-404 a.C.). Artaxerxes III (404-358 a.C.) restaurou parcialmente o palácio quando foi destruído por um incêndio durante o reinado de Artaxerxes I cinquenta anos antes. O palácio foi capturado e saqueado pelos invasores macedônios sob Alexandre, o Grande, em dezembro de 330 a.C.[carece de fontes?]
O local do palácio foi bastante danificado durante as últimas sete décadas.

## Construção
A construção foi realizada em Susã paralela às de Persépolis. Construído em uma plataforma artificialmente elevada de 15 metros de altura, cobrindo 100 hectares, o complexo em Susã consiste em um palácio residencial, um apadana (sala de audiências) e um portão monumental. Uma passagem coberta ("Propylaeum") em frente a essas estruturas. O apadana em Susã é semelhante ao de Persépolis, usando a distinta coluna persa, encimada por dois touros, que provavelmente foi desenvolvida aqui.
Fontes que descrevem Susã da Era Aquemênida são raras. As construções aquemênidas em Susã são conhecidas principalmente pelas inscrições reais, que são na maior parte trilíngües — em persa antigo, elamita e babilônico. Ao contrário do grande número de tabletes de argila encontrados em Persépolis, apenas alguns tabletes de argila foram encontrados em Susã, apesar de sua importante situação política e econômica.
De acordo com Gene R. Garthwaite, o Palácio de Susã serviu como modelo de Dario para Persépolis. Comparando o palácio com o de Pasárgada, a antiga capital aquemênida, ele argumenta que Susã representou ainda mais a regência simultânea aquemênida, e "o que era simbólico foi atualizado", de modo que o governo de Dario "podia comandar artesãos e materiais da largura do império" para construir o monumento, como é descrito na "carta de fundação" de Dario do palácio, que enumera os trabalhadores e o material usado:
Este palácio que eu construí em Susã, de longe, sua ornamentação foi trazida. Para baixo a terra foi escavada, até que eu alcancei a rocha na terra. Quando a escavação foi feita, então o entulho foi empilhado, uns 40 [côvados] de profundidade, outros (parte) 20 côvados de profundidade. Naquele entulho o palácio foi construído.

E que a terra foi escavada para baixo, e que os escombros foram empacotados, e que o tijolo seco ao sol foi moldado, o povo da Babilônia persa -- realizou (essas tarefas).
A madeira de cedro, esta -- uma montanha chamada Líbano -- de lá foi trazida. O povo assírio, trouxe para a Babilônia; da Babilônia, os carianos e os jônios trouxeram para Susã. A madeira yakâ foi trazida de Gandara e da Carmania.
O ouro foi trazido de Sardes e de Báctria, que aqui foi feito. A pedra preciosa lápis-lazúli e cornalina que foi trabalhada aqui, foram trazidas de Sogdiana. A pedra preciosa turquesa, foi trazida de Corásmia, que foi forjada aqui.
A prata e o ébano foram trazidos do Egito. A ornamentação com a qual a parede foi adornada, que de Ionia foi trazida. O marfim que foi forjado aqui foi trazido da Núbia e do Sind e de Aracósia.
As colunas de pedra que aqui foram feitas, uma vila chamada Abiradu, em Elam - de lá foram trazidas. Os cortadores de pedras que faziam a pedra eram jônios e sardos.
Os ourives que trabalhavam o ouro, esses eram os medos e os egípcios. Os homens que faziam a madeira eram sardos e egípcios. Os homens que faziam o tijolo assado eram babilônios. Os homens que adornavam o muro, esses eram medos e egípcios.

Dario, o Rei, diz: Em Susã foi ordenado um excelente (trabalho), um excelente (trabalho) foi (completado). Eu posso proteger Aúra-Masda e Histaspes meu pai e meu país. DSf inscription

## Galeria

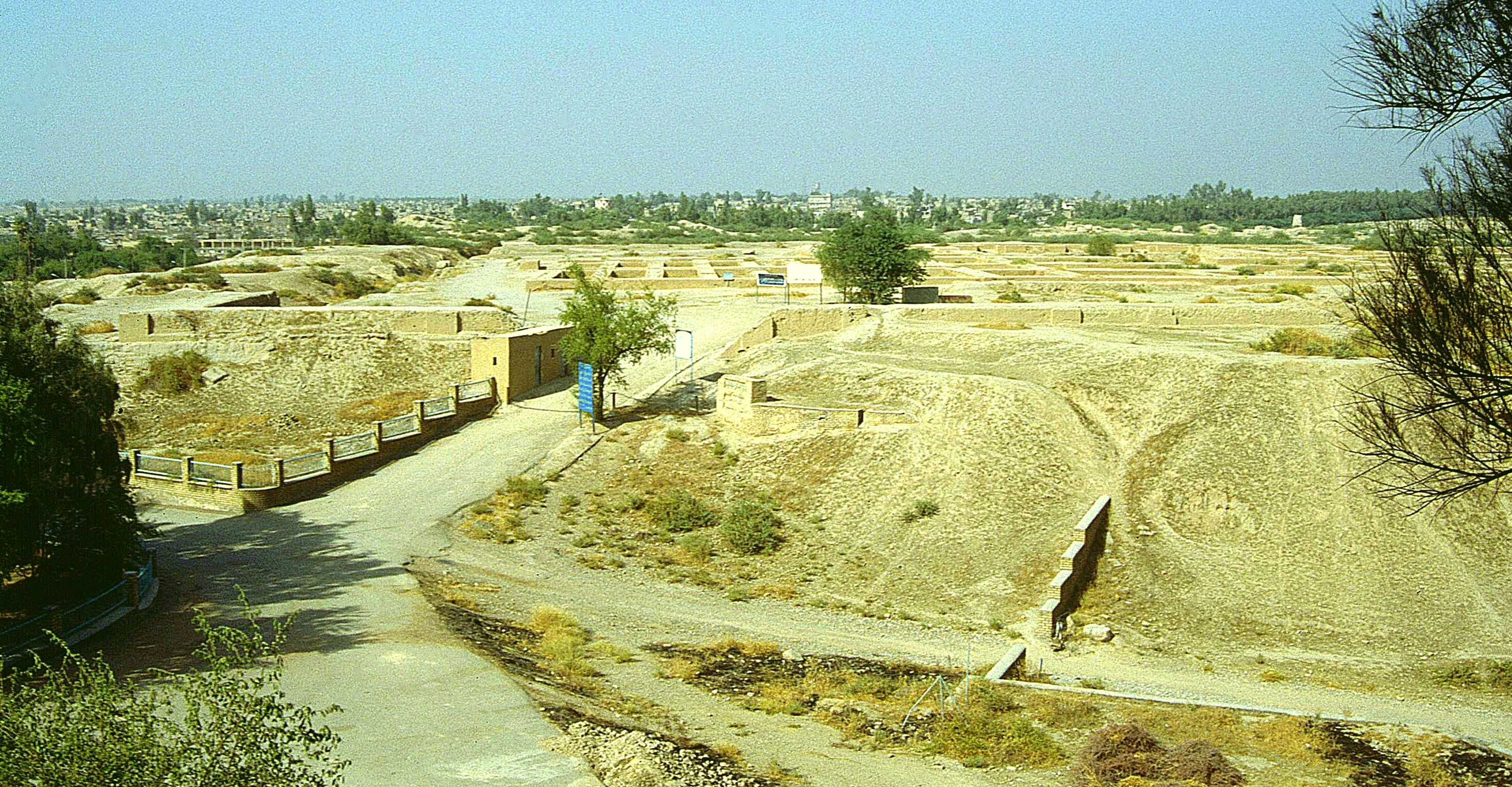
Sítio arqueológico do palácio
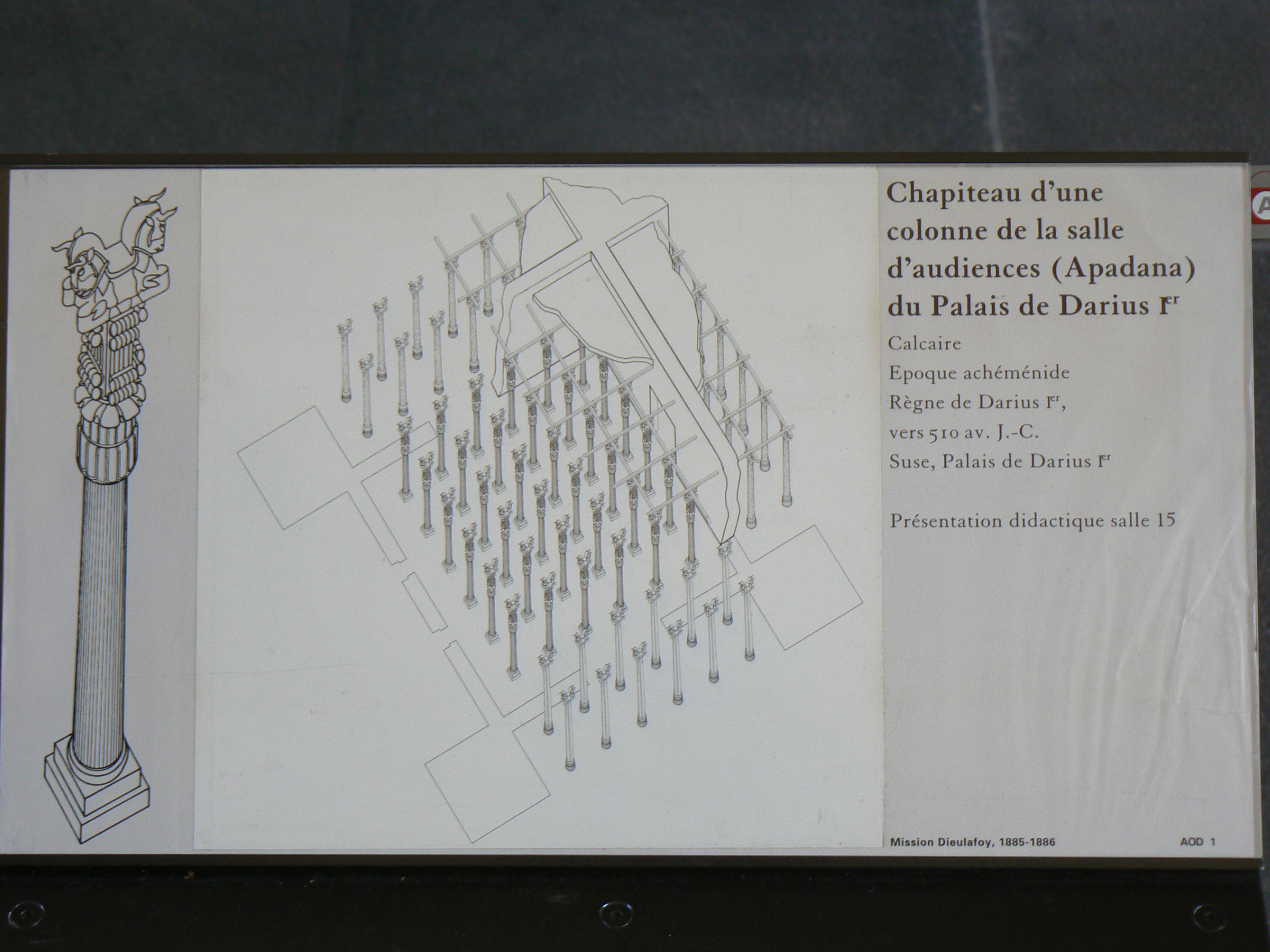
Reconstrução em desenho do Apadana do Palácio de Susã
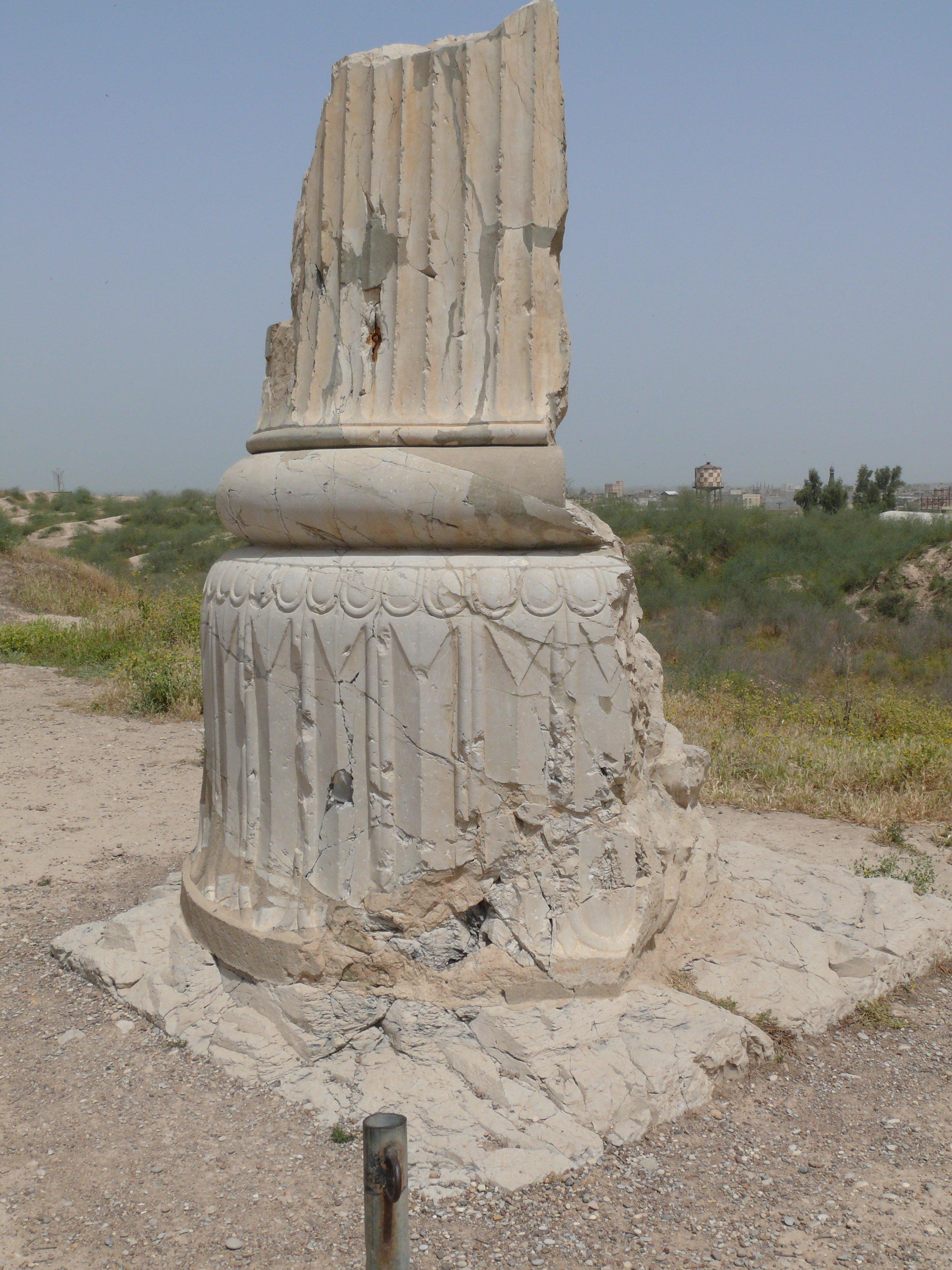
Restos de uma coluna persa
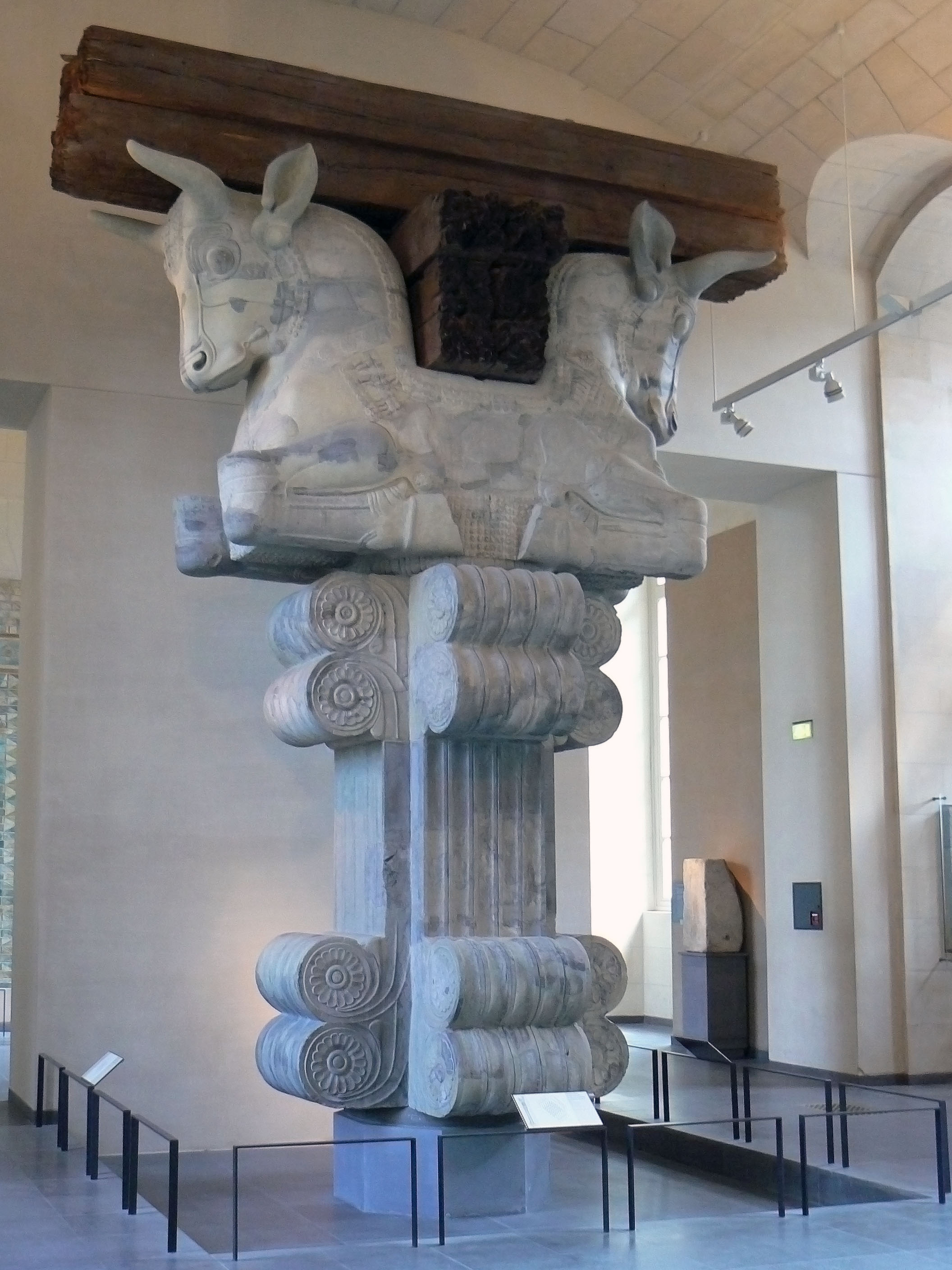
Capitel de touro do Apadana do Palácio de Susã, Louvre
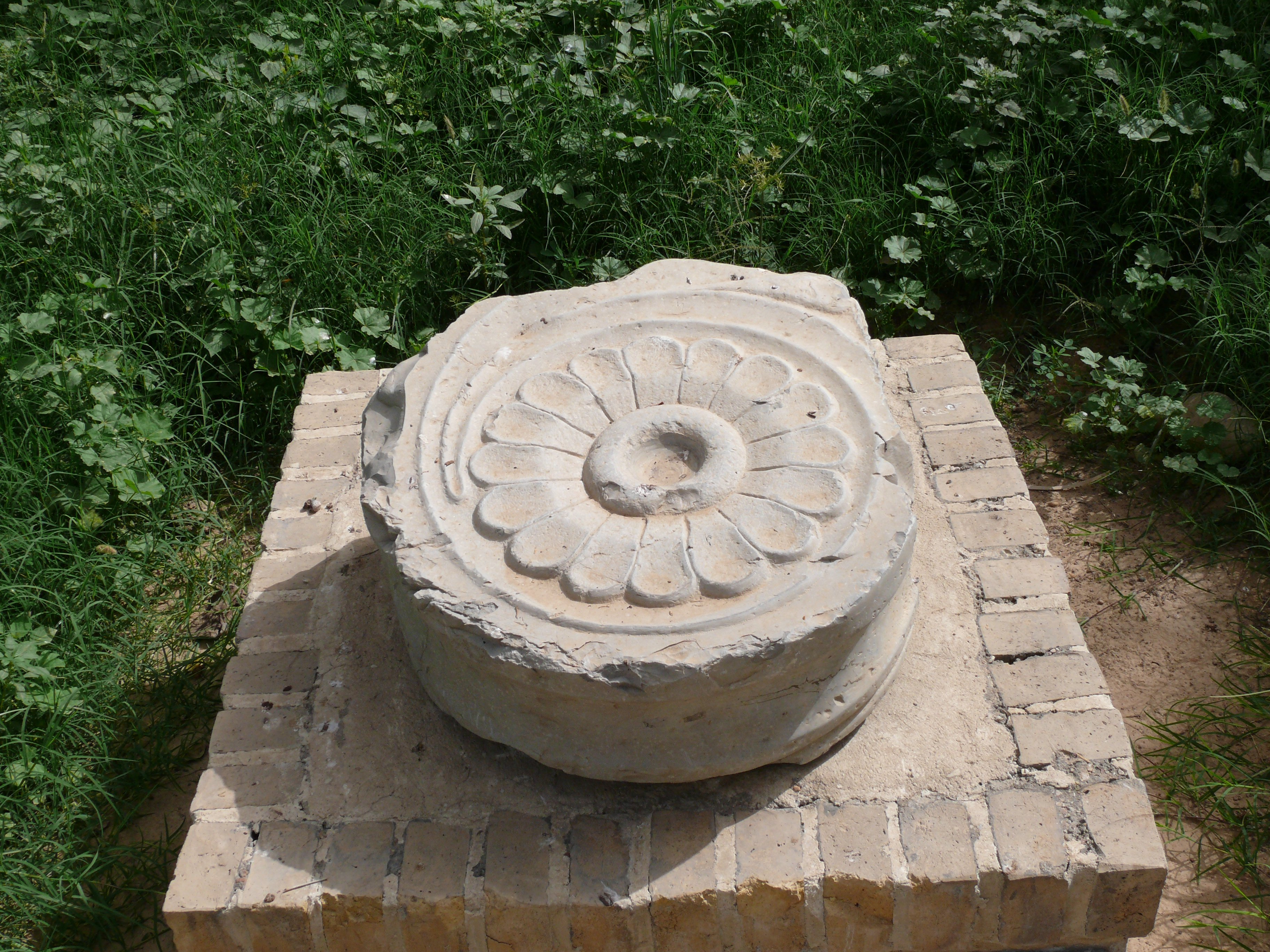
Rosace esculpido
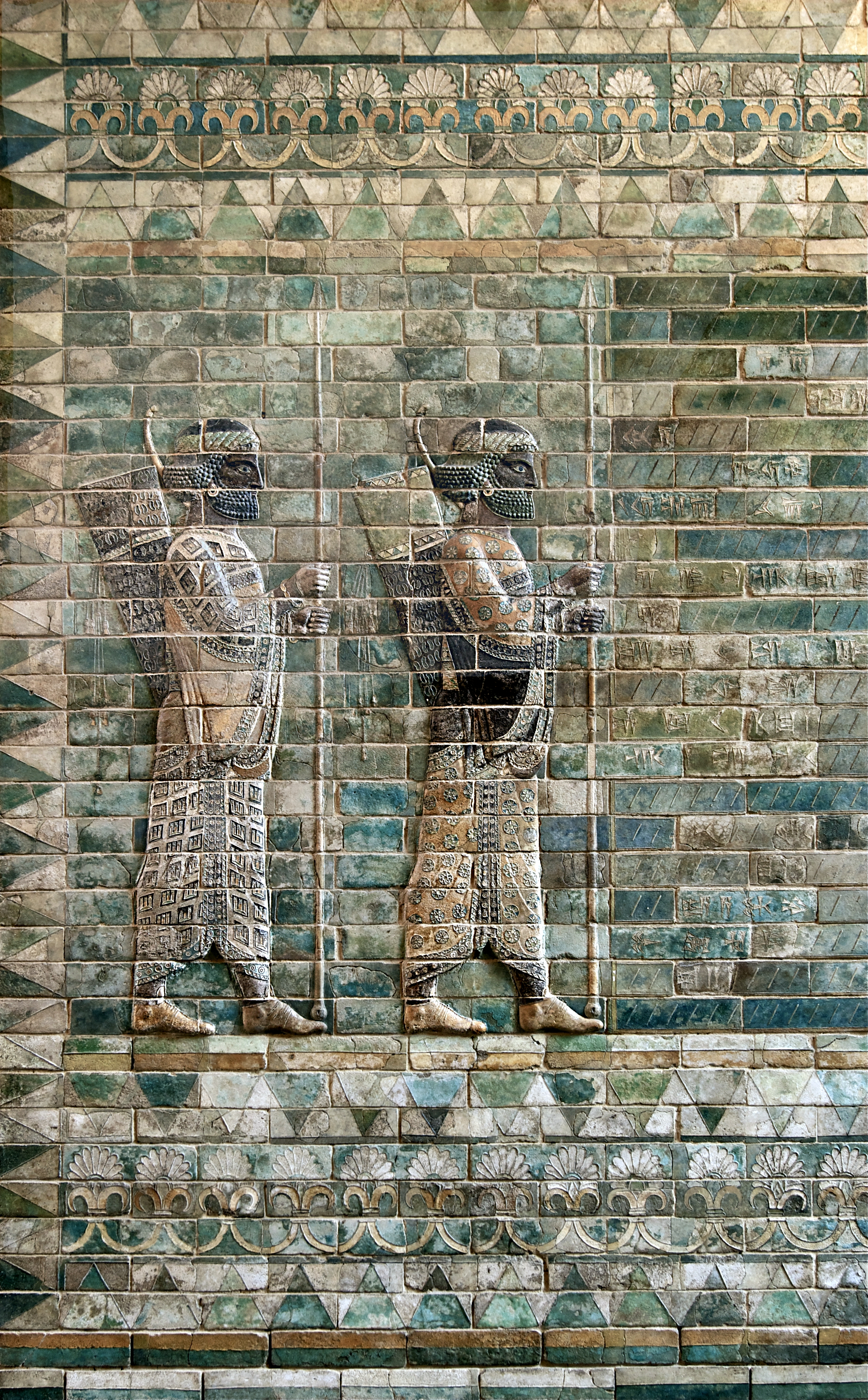
O Friso de Arqueiros, tijolos silicosos envidraçados, Louvre
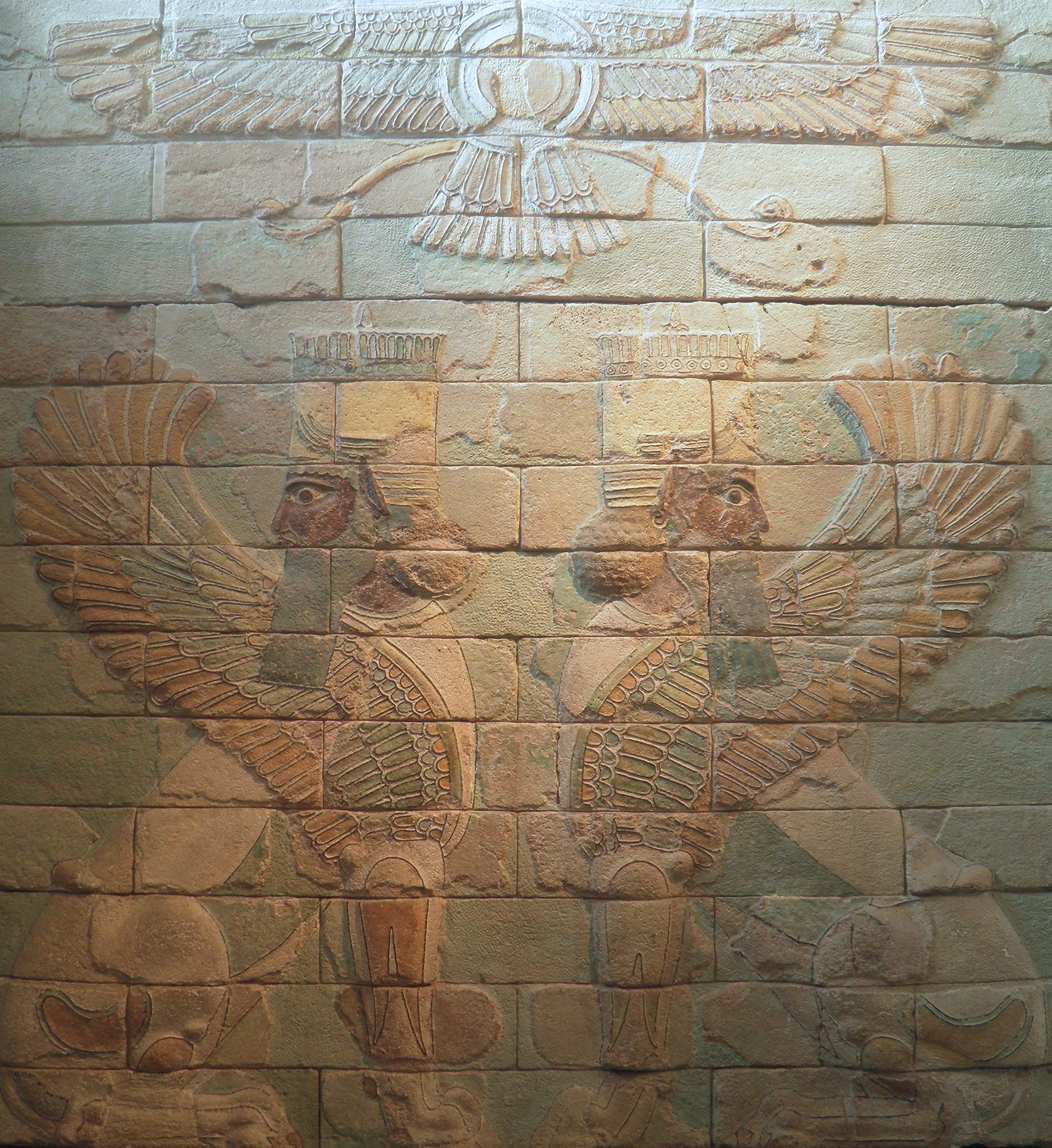
Painel decorativo com esfinges
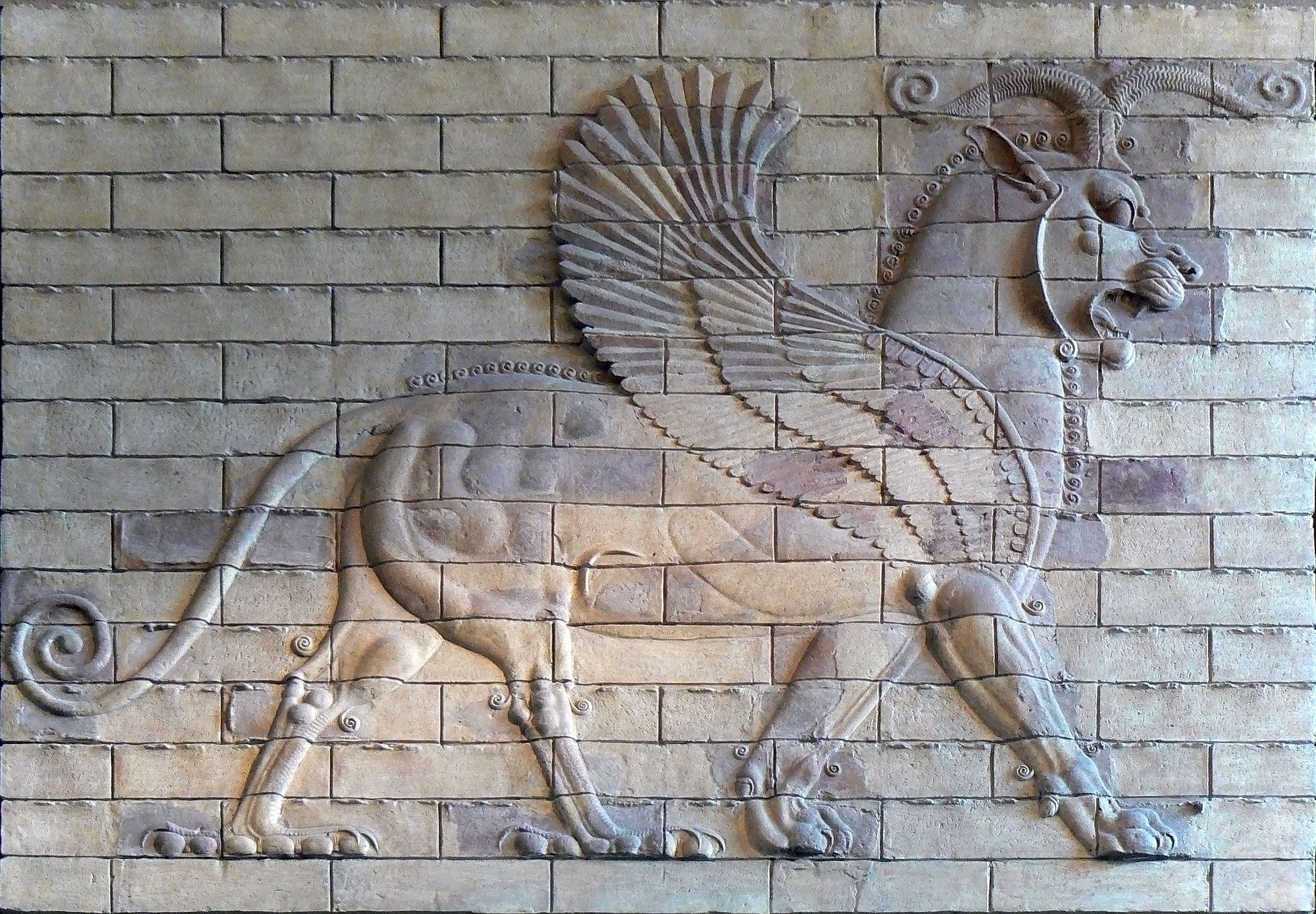
Relevo de leão alado
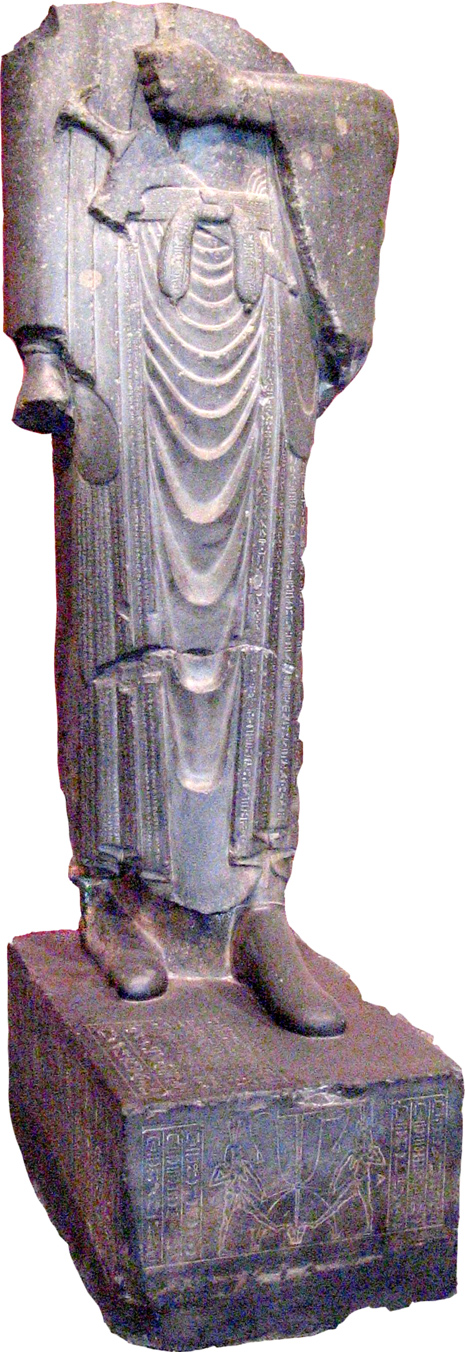
Estátua de Dario, com uma inscrição "quadrilíngue" na sua base
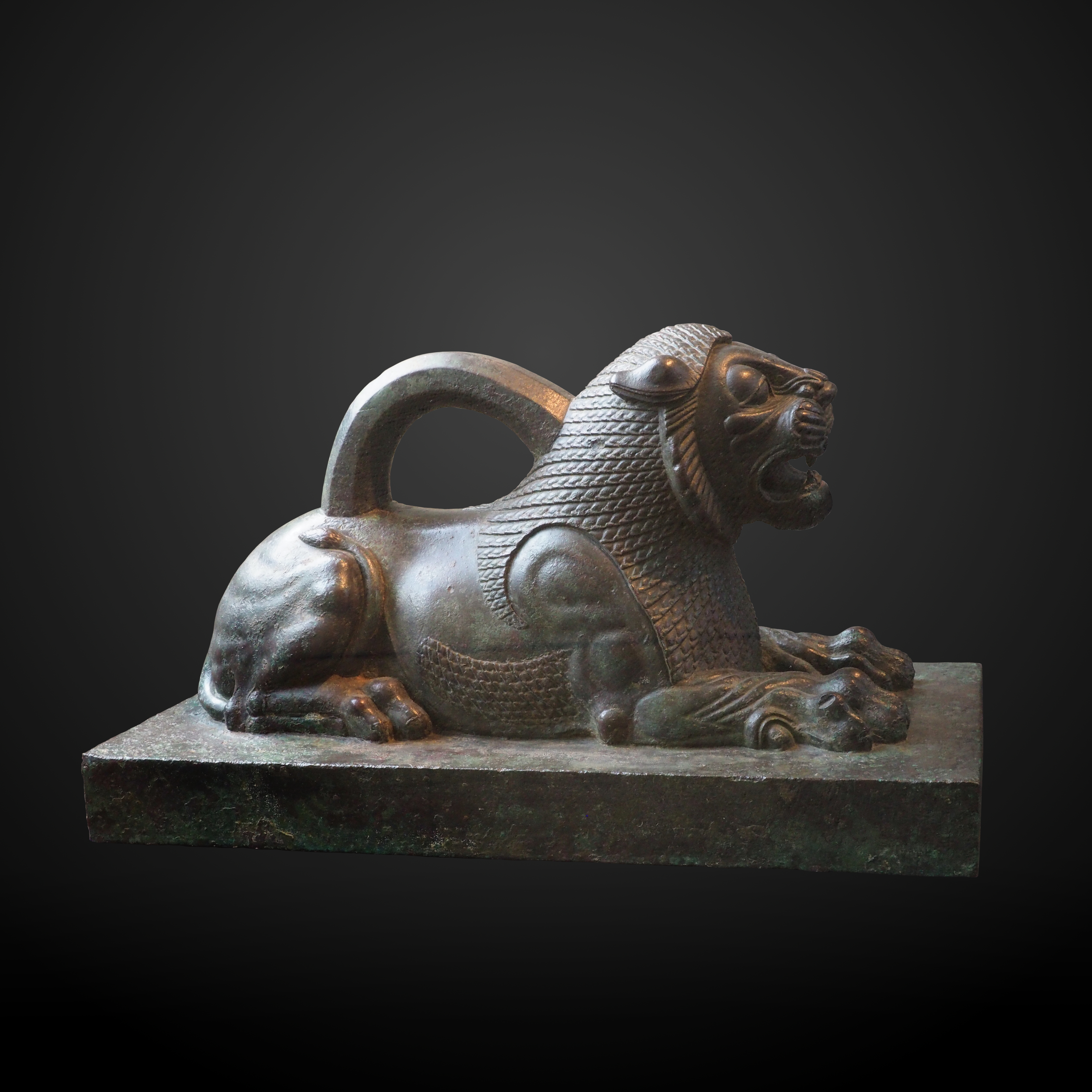
Peso em forma de leão
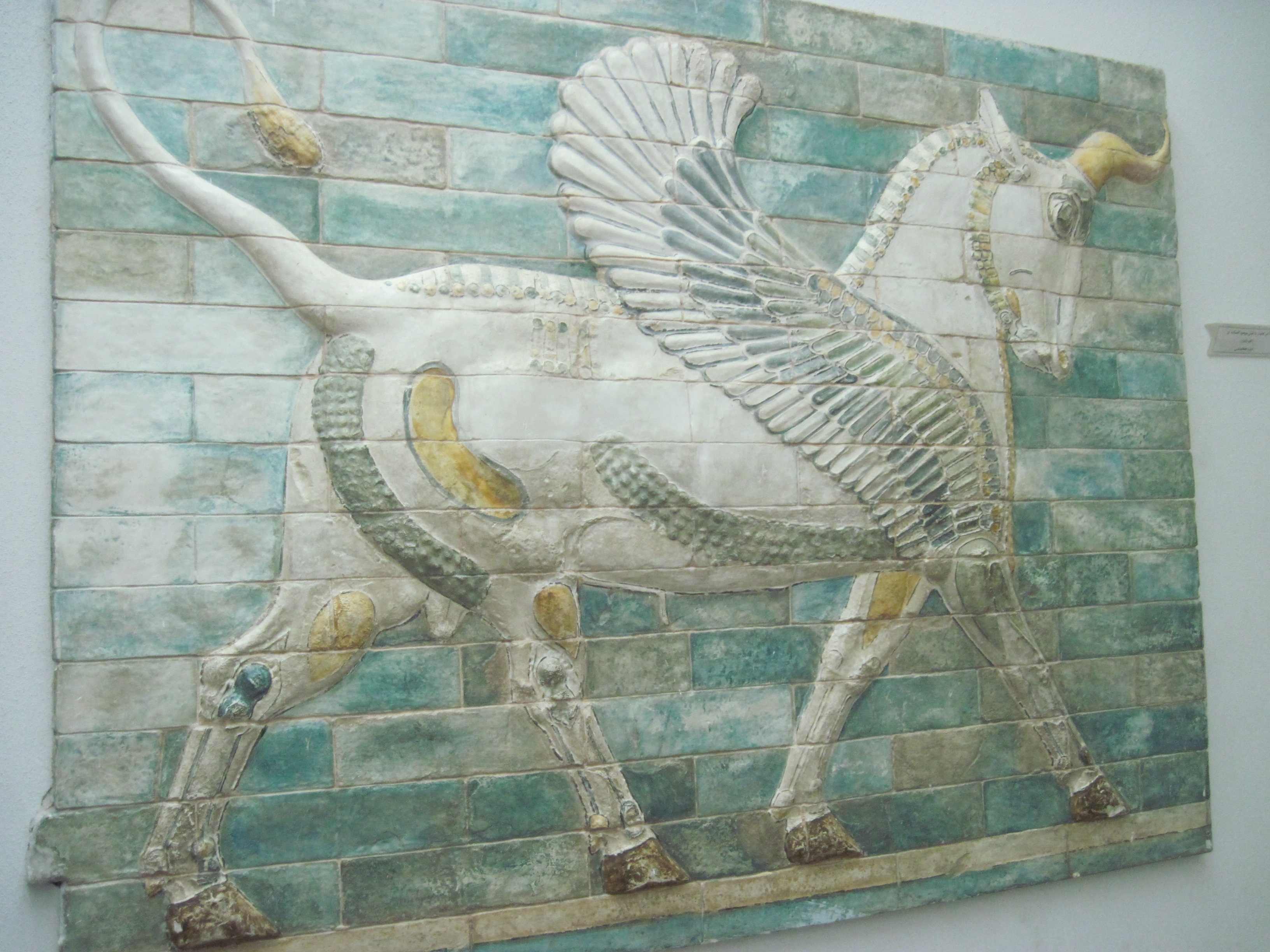
Auroque alado
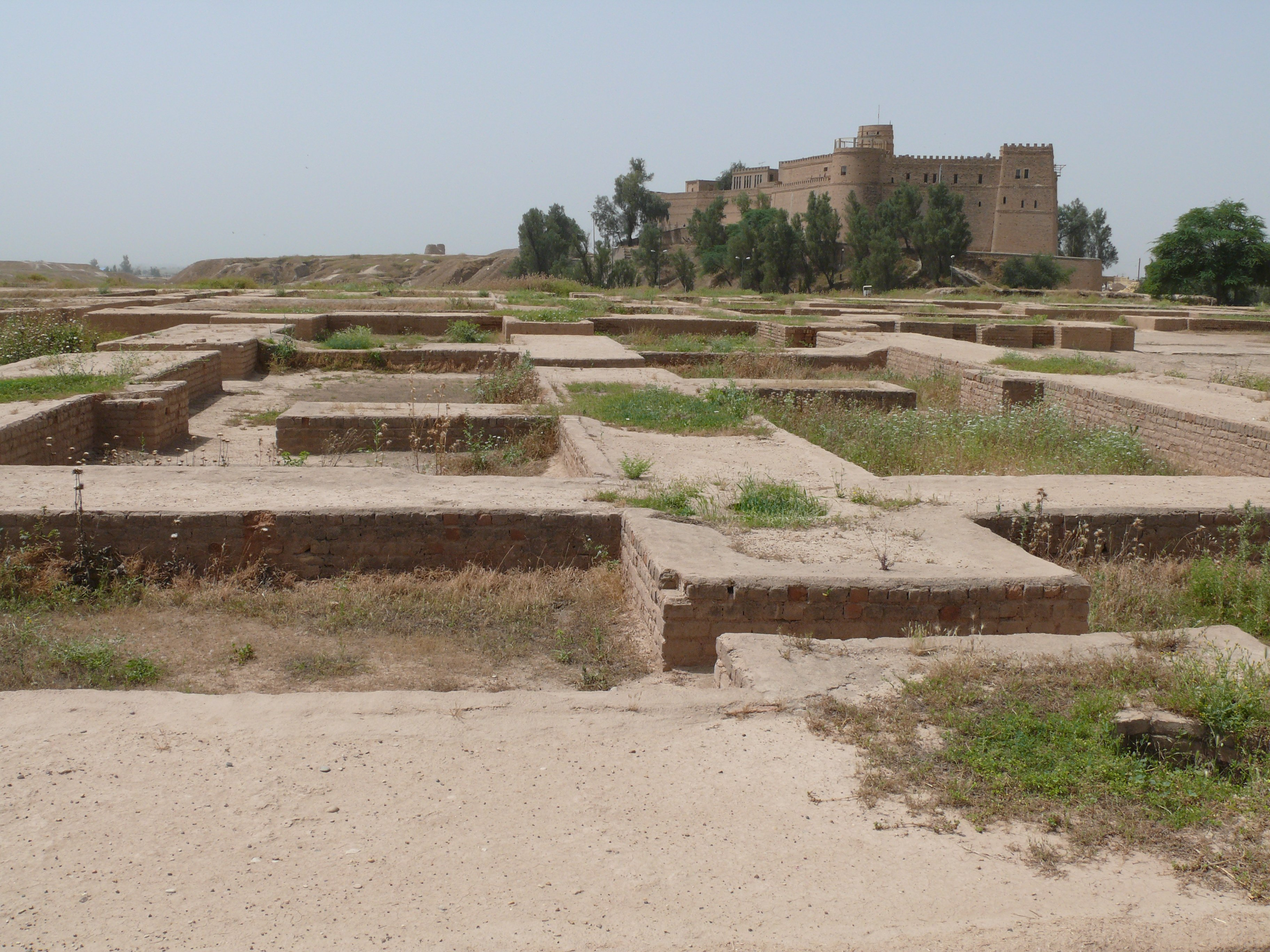
Apartamentos privados do rei, parte central do palácio
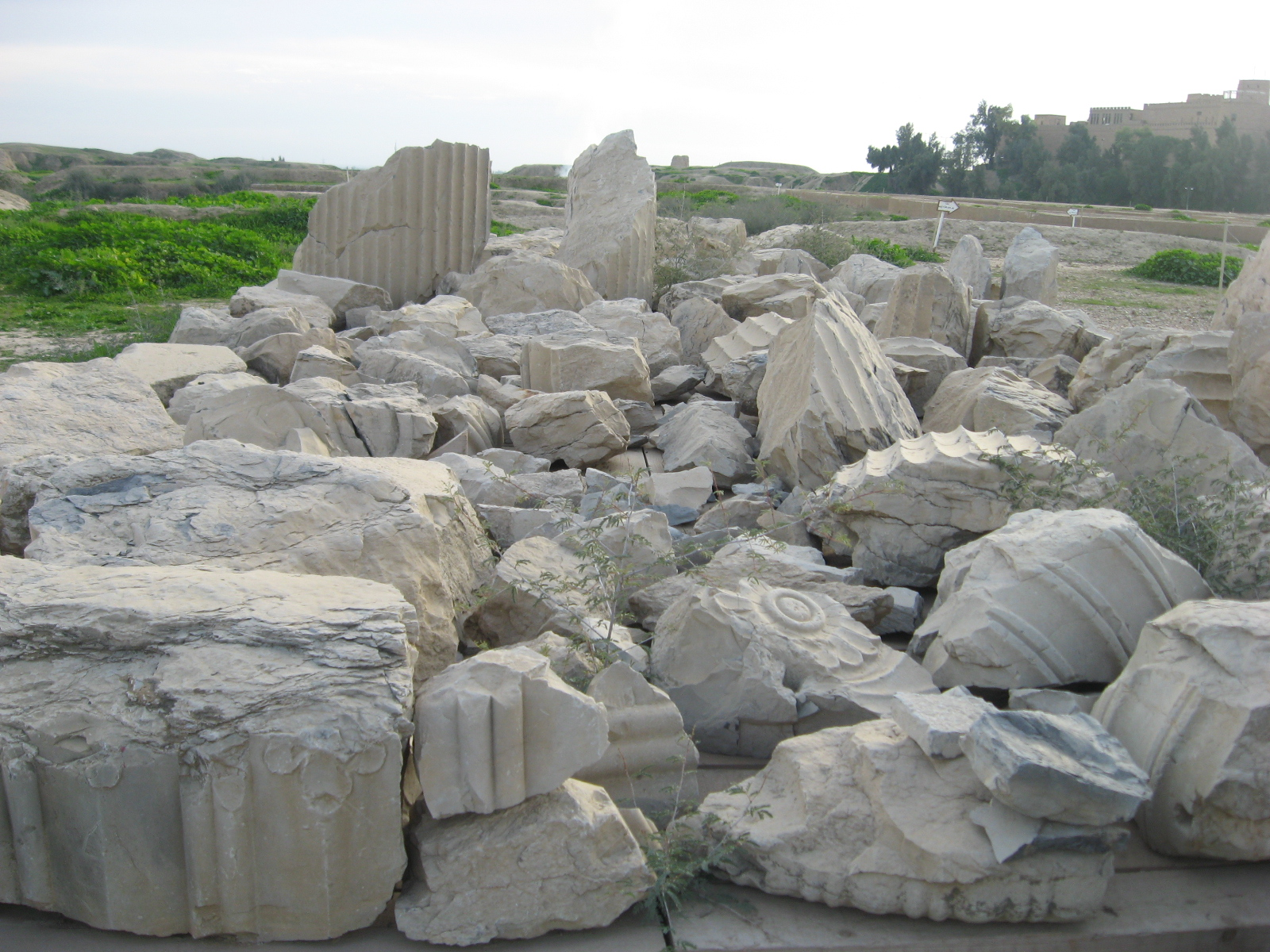
O remanescente de colunas no palácio de Dario I em Susã
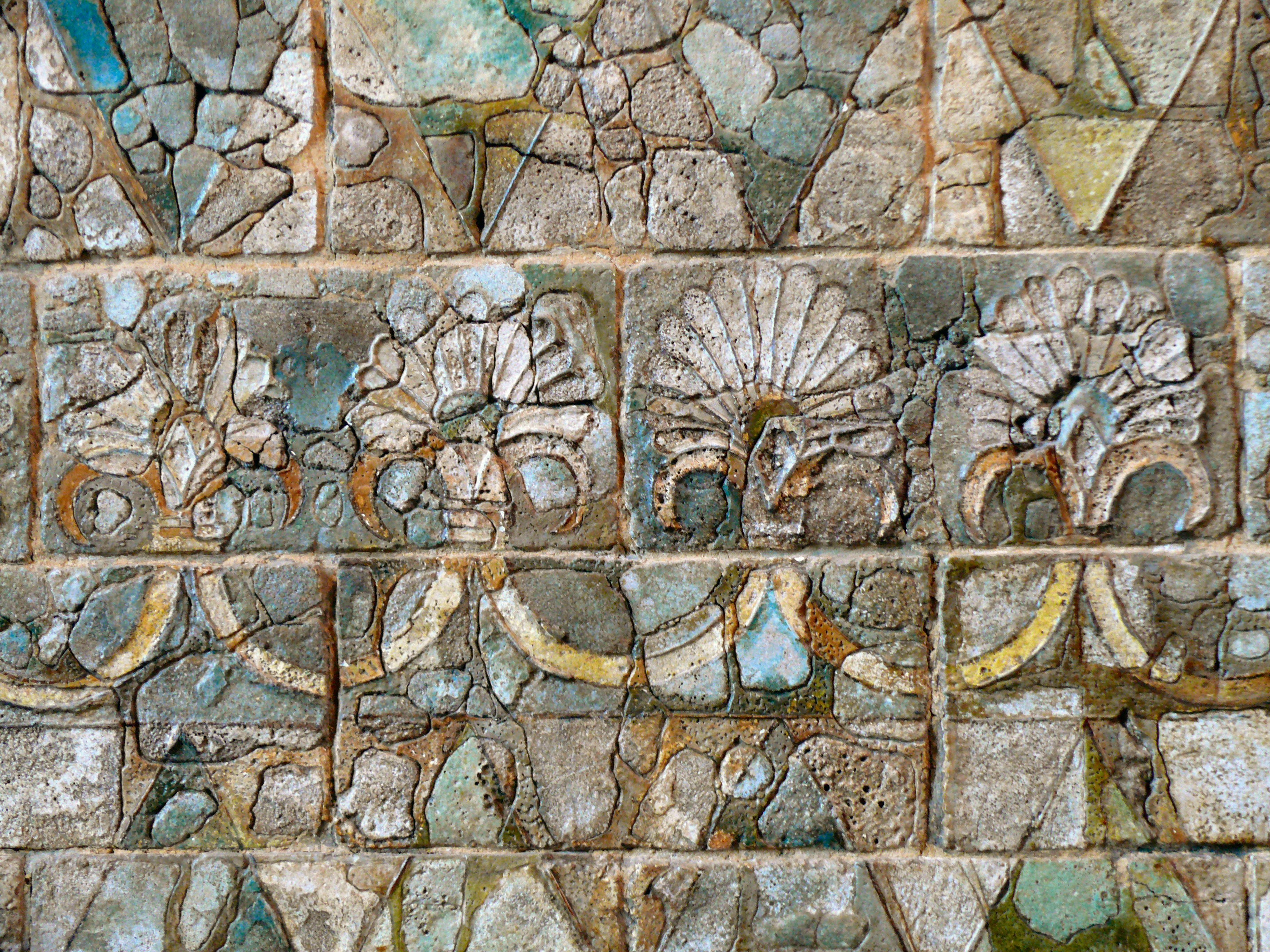
Palmetas e padrões geométricos dos famosos frisos de tijolos vidrados encontrados no Apadana.